# Conrad Paumann
Conrad Paumann (Nuremberg, 1410 - Múnic, 24 de gener de 1473) fou un compositor, llaütista i organista alemany. El nom d'aquest compositor ha figurat escrit per error, Paulmann i Baumann.

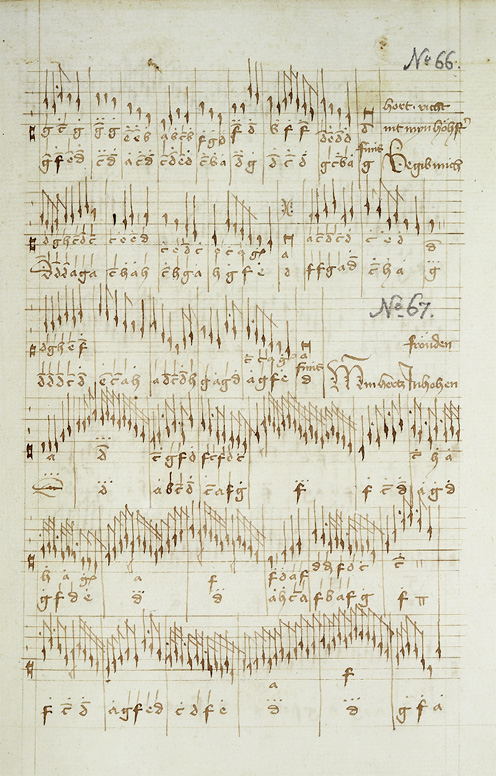
Partitura per a orgue de Paumann

Era d'origen noble, però havent nascut cec els seus pares el dedicaren a l'art musical, pel que demostrà grans aptituds, ja que va aprendre a tocar amb perfecció diversos instruments; l'orgue, el violí, la flauta, la trompeta, etc.
Alguns prínceps el cridaren a les seves corts fent-li rics presents. El duc de Baviera, Albert III de Wittelsbach, li atorgà una pensió anual de vuitanta florins del Rin, de la qual foren partícips també l'esposa i els fills de l'artista; l'emperador Frederic III del Sacre Imperi Romanogermànic li regalà un sabre amb l'empunyadura d'or i una cadena del mateix metall, i el duc de Ferrara també li feu un valuós obsequi.
És autor de tres llibres de composicions per a orgue, que han arribat als nostres dies amb el títol Fundamentum organisandi, el primer publicat per F. W. Arnold el 1867 en el volum II dels Jahrbücher, de Chrysander, i els altres dos en el Buxheimer Orgelbuch. Un lied a tres veus de Paumann, Weiblich figur, conservat al Münchener Liederbuch.